# 費揚古 (烏喇那拉氏)
费扬古（16世纪—？年），乌拉那拉氏，滿洲正黃旗人。博瑚察之子。其妻为多羅格格。一女为清世宗孝敬宪皇后。

## 生平
費揚古受清太宗的旨意，令他入包衣佐领，在内廷养育，授三等侍卫。因军功，授内務府總管。后返正黄旗满洲，任正一品步軍統領，奉特恩再賜一雲騎尉，尋擢内大臣。
雍正元年（1723年）三月，因孝敬憲皇后之父，追贈一等公。雍正八年（1730年）年九月，再追贈一等承恩公。

## 家族
- 父博瑚察，佐领。“博瑚察，正黄旗人，都爾希長子額赫商古之曽孫也，世居烏喇地方，國初来歸，原任佐領。其長子諾穆齊亦原任佐領；次子費揚古，太宗文皇帝諭㫖令入包衣佐領，在内庭養育，後授三等侍衛”（载《八旗滿洲氏族通譜》卷23）。
- 胞兄諾穆齊，原任佐領。
- 妻愛新覺羅氏，其父宗室穆爾祜，祖父多羅安平貝勒杜度 (清朝)。
- 長子星禪，原任副都統。
- 次子富昌，原任二等侍衛。
- 第四子五格，承襲一等公，任散秩大臣兼佐領。其子刑部尚書、荊州將軍德福（烏拉納喇氏）；孙女烏拉納喇氏嫁正白旗满洲、总督阿思達，其子乾隆五十四年（1789年）己酉科进士那彥成。
- 女乌拉那拉氏封雍正帝之孝敬憲皇后。